# Yonathan Kapitolnik
Yonathan Kapitolnik (en hébreu : יונתן קפיטולניק), né le 25 novembre 2002, est un athlète israélien, spécialiste du saut en hauteur.

## Biographie
Il est sacré champion d'Israël du saut en hauteur en 2020 et 2021.
Il remporte la médaille d'or des championnats du monde juniors de 2021, à Nairobi au Kenya, avec un saut à 2,26 m, améliorant son record personnel. 

## Palmarès
| Date | Compétition                   | Lieu    | Résultat | Marque |
| ---- | ----------------------------- | ------- | -------- | ------ |
| 2021 | Championnats d'Europe juniors | Tallinn | 1er      | 2,25 m |
| 2021 | Championnats du monde juniors | Nairobi | 1er      | 2,26 m |
| 2022 | Championnats du monde         | Eugene  | 11e      | 2,24 m |

## Records
| Épreuve         | Temps  | Lieu   | Date            |
| --------------- | ------ | ------ | --------------- |
| Saut en hauteur | 2,28 m | Eugene | 15 juillet 2022 |